# Varahamihira
Varāhamihira (ou Varāha Mihira, ou Varāha, ou Mihira, वराह मिहिर (Varaha Mihir) en Hindi) est un mathématicien, astronome et astrologue indien, né vers 505 et décédé en 587. Si sa vie est entourée de légendes et reste floue, il est connu principalement par ses traités de sciences astrales, ou Jyotisha, une discipline pratique et théorique rassemblant les mathématiques, l'astronomie et la divination. 
Le plus fameux de ses traités est le Pañca-Siddhāntika (que l'on peut traduire par « les cinq canons astronomiques ») qui constitue un résumé de cinq de ses manuscrits sur l'astronomie. 

## Biographie

### Époque
Plusieurs époques sont avancées pour situer Varāhamihira. La source la plus créditée est le Pañca-Siddhāntika en lui-même, qui utilise une époque de 505 de notre ère. Le savant Brahmagupta le cite dans son livre Brāhmaphuṭa-Siddhānta, datant de 628, ce qui signifie qu'il a vécu entre ces dates. Par ailleurs, un des commentateurs du Khaṇḍakhādyaka de Brahmagupta, laisse dans une note, une indication plus précise des dates de Varāhamira. Écrit par un dénommé Amarāja (vers le XIIe siècle), qui n'a cependant laissé aucune information sur sa propre existence, il dit : "Varāhamihira est décédé en 509 de l'ère Saka, et a pris l'année 427 de la même ère comme départ de ses calculs de l'emplacement des planètes dans son fameux traité Pañca-Siddhāntika".

### Origine et études
Très peu de choses sont connues sur sa vie, notamment sa caste sociale qui paraît, pour la chercheuse à l'EHESS Caterina Guenzi, « peu hétérodoxe. » 
Sur sa famille et ses études, Varāhamihira délivre ceci, dans la conclusion du Bṛhajjātaka : « Varāhamihira, né dans l'Avānti [une région correspondant au centre-ouest du sous-continent indien], le fils d'Adityadāda et instruit par lui, a obtenu la faveur gracieuse du dieu-Soleil, à Kāppathaka, a composé ce travail élégant sur les horoscopes, après avoir dûment appris la doctrine des anciens sages. »
Dans son étude sur les origines persanes de Varāhamihira, Dilip K. Biswas avance que celui-ci est probablement issu d'une famille de Brahmanes Maga, notamment par les références que Varāhamihira fait au soleil lui-même. Ajoutant que « Mihira » pourrait en fait venir du persan Mithra, qui fait référence au dieu-soleil du Mithraïsme, une religion antique persane, Monsieur Biswas conclut de la façon suivante : "Bien que nous en sachions peu sur la vie personnelle de ce grand astronome, nous amène à croire que lui-même était descendant de la secte des dévoués au dieu-soleil, les Brahmanes Maga, qui étaient originaires d'Iran, mais qui sont descendus en Inde, et ont été acceptés en tant que Brahmanes".  Ceux-ci officient d'ailleurs toujours à Bénarès.
Ayant vécu au temps de Gundishapur, le centre culturel de l'Empire perse, Varāhamihira y serait probablement allé.

### «Mihir», article de l'Encyclopédiede Diderot, D'Alembert et de Jaucourt.
Dans son article « Mihir », que l'on trouve dans le volume X de l'Encyclopédie, voilà ce que nous enseigne le Chevalier de Jaucourt : 

« MIHIR, s. m. (Antiq. persan.) Mihir ou Mihr étoit une divinité persane que les Grecs & les Romains nommoient Mithra, qu’ils ont confondue avec le soleil, & qu’ils ont cru le principal objet du culte des Perses. [...] »

Ce témoignage tend à aller dans le sens de Monsieur Biswas, selon lequel Varahamihira avait une origine persane. 

## Œuvre
Varāhamihira reste encore une figure de la discipline des Sciences astrales. La division de cette discipline en astronomie, en divination, et en mathématiques, structure son œuvre. Ce célèbre savant réalise un travail de compilation, de mise en relation des savoirs et intègre ses propres travaux dans ses écrits. 
Il compose de deux façons : dans un premier temps, un traité qui détaille son propos, appelé "Brhat", et une version plus synthétique, désignée par les adjectifs suivants : "laghu", "samasa", "suksma", ou "svalpa".
Ses trois écrits les plus connus sont le Pañca-Siddhāntika (Les Cinq Canons astronomiques), le Bṛhat-Jātaka (Le Grande Horoscope), et la Brihat-Samhita (La Grande Collection).

### LaPañca-Siddhāntika(Les Cinq Canons astronomiques)
Les Pañca-Siddhāntika (Les Cinq Canons astronomiques, datés de  575), constituent le chef-d’œuvre écrit de Varāhamihira ; ils nous donnent des informations à propos d'anciens textes indiens maintenant perdus. Il s'agit d'un traité d’astronomie mathématique qui résume cinq traités anciens d'astronomie : le Surya Siddhanta, le Romaka Siddhanta (en), le Paulisha Siddhanta (en), le Vasishtha Siddhanta (en) et les Paitamaha Siddhantas. L'ouvrage réalise une synthèse des  savoirs astronomiques traditionnels et de l’astronomie hellénistique (elle-même synthèse d’éléments puisés dans l'astronomie grecque, égyptienne et romaine).
Dans son Histoire de l'Inde (Kitab fi Tahqiq ma li'l-Hind), l'érudit persan Al-Biruni décrit ainsi le contenu des Cinq Canons astronomiques, :
« Ils [les Indiens] ont 5 Siddhāntas : 
- le Sūrya-Siddhānta, c'est-à-dire le Siddhānta du Soleil, composé par le deva Lāṭa,
- le Vasishtha-siddhānta, qui tire son nom d'une des étoiles de la Grande Ourse, composé par Vishnoutchandra,
- le Pulisha-siddhānta, dont le titre renvoie au nom de son auteur, le Grec Paulisha de la ville de Saintra (identifiée à Alexandrie).
- le Romaka-siddhānta, consacré aux peuples de l'Empire romain, composé par Śrīsheṇa.
- le Brahma-siddhānta, du mot brahmane, composé par Brahmagupta, fils de Jishṇu, de la ville de Bhillamāla, entre Multān et Anhilwāra, à 16 yojanas de cette dernière ville"

Cette œuvre intègre aussi des savoirs sur les mouvements planétaires, la météorologie, la divination, l'architecture et l'agriculture.

### LeBṛhat-Jātaka(Le Grand Horoscope)
Il s'agit d'un des cinq traités d'astrologie prédictifs les plus utilisés en Inde (Brihat Jataka, Wikipédia anglais). Il est décrit par Varāhamihira comme « un petit bateau ayant la forme d'un traité », qui permet de traverser le « vaste océan » de la littérature astrale (B.J. 1.2).  
En vingt-huit chapitres, Varāhamihira traite de sujets tels que la conjoncture des planètes et de leurs influences sur les hommes, sur les signes à déceler, sur le rôle de la lune, des planètes les unes avec les autres, etc. Les sujets de la vie quotidienne sont mis en avant ; on peut ainsi prédire la profession d'un client, les maladies, et même, la mort (qu'elle soit naturelle ou non). Un chapitre est consacré à la femme.  
Il existe une version abrégée de ce traité, le Laghu Jātaka, ou le Bref Horoscope.  

### LaBrihat-Samhita(La Grande Collection)
La Brihat-Samhita, ou La Grande Collection (écrite vers 550), est un traité divinatoire composé de 106 chapitres.  
Varāhamihira donne des conseils aux astrologues, notamment sur les fondamentaux de leur discipline d'un point de vue astronomique : "[l'astrologue] doit bien connaître l'ère [yoga], l'année [varsa], les solstices [ayana]..." (B.S. 2.3).  Un peu plus loin, Varāhamihira ajoute que le savoir doit être aussi pratique et vérifiable : " l'astrologue] doit savoir démontrer de manière évidente que les latitudes du lever de soleil et des conjonctions décrites sur le cercle vertical correspondent à son observation [drgganita] accomplie au moyen du gnomon et de l'horloge à eau" (B.S. 2.7). 
Varāhamihira donne dans ce traité une liste de présages, que tous les astrologues doivent connaître, afin d'interpréter les signes célestes correctement. 
Attaché au roi, et déclarant qu'il est impossible pour tout astrologue "qu'une personne puisse à elle seule, le jour et la nuit, maîtriser tous les présages" (B.S. 2.17), il propose dans la Brihat-Samhita un système pour l'astrologue royal, qui délègue à quatre autres astrologues un quart du ciel, en fonction des huit directions [cis], c'est-à-dire, le nord, le nord-est, le nord-ouest, le sud, le sud-est, le sud-ouest, l'est, et l'ouest.  
La Brihat-Samhita n'est pas seulement un manuel astrologique : elle donne aussi des conseils variés, tels que préparer un parfum, construire une maison, séduire une femme, préparer de la colle, ou même traiter les maladies des arbres.

## Contributions aux sciences astrales
La discipline astrale est appelée la « Jyotisa », elle est elle-même répartie en trois branches principales : siddhanta (l’art de l’astronomie et des mathématiques), hora (l’art des horoscopes), et samhita (l’art de la divination).  
On peut essayer de comprendre cette division en reprenant le concept des trois cultures de Wolff Lepenies (1990), adapté par Caterina Guenzi : le siddhanta « élabor[e] des règles mathématiques et géométriques », le hora « interrog[e] la relation entre l’homme et le cosmos», et la samhita « investi[t] les propriétés empiriques des substances végétales et minérales, des espèces animales, des phénomènes atmosphériques, etc ».  
Dans l’histoire de la discipline astrale, la division en branches, qui signale l’avancée et la spécialisation d’un savoir (théorique et pratique), n’est pas effective au Ve siècle. Elle commence à l’être au début du Vie siècle avec la fondation d’une école d’astrologie, l’Aryapksa[Quoi ?], qui se base sur l’Āryabhaṭīya, le fameux traité du mathématicien et astrologue Aryabhata.     
C’est surtout Varāhamihira qui va « fixer les canons d’une discipline complexe et articulée, composée de nombreuses branches et sous-branches ».  
Dans son traité Brihat-Samhita, il écrit par exemple :   

« La science astrale (jyotishastra) est composée de plusieurs divisions (bheda), sujets (vishaya), et de trois branches (skandha) principales. Le sujet dans sa totalité a été appelée par les sages « collections » (samhita) ; la branche qu’on appelle tantra étudie le mouvement des planètes (grahagati) par le biais de calculs mathématiques (ganita) ; la deuxième branche s’appelle hora, et la troisième angavinischaya (connaissance des parties du corps) » (BS 1.9). »

Historiquement, il faut garder en mémoire que les branches du Jyotisha ne se développent pas de façon indépendante. La rigueur et la rationalité de traités mathématiques sont les mêmes que dans les traités associé à l’art divinatoire : les deux ne sont pas considérés comme opposés.

## Contributions aux sciences
Rappelons que tout bon astrologue doit, pour Varāhamihira, posséder des compétences scientifiques telles que le calcul du calendrier annuel, la prévision des éclipses, etc. Le tout est visible dans leurs almanachs (pancacanga), outil essentiel de l’astrologue, qui combine calcul du temps et visées divinatoires.
Ainsi, les apports mathématiques de Varāhamihira ne constituent pas des traités spécifiques, car ils ne sont pas dissociables des Sciences Astrales : ils en font partie.

### Contribution au calcul combinatoire
Varāhamihira a fait d'importantes contributions aux mathématiques.  
Le calcul combinatoire est pour la première fois observable dans le traité de la Brihat-Samhita, au chapitre 76, consacré à la préparation des parfums (gandhayukti). En effet, Varāhamihira y donne les règles mathématiques pour calculer la quantité de parfums différents que l’on peut produire en prenant un nombre k de substances, dans un panel de n substances. Dans l’exemple de Varāhamihira, il indique que si l’on prend quatre substances dans un lot de seize, alors on peut fabriquer 1830 parfums différents.  
Dans le même chapitre consacré aux parfums, Varāhamihira élabore le premier carré magique d’ordre 4, ou diagramme numérique (ankayantra), de la tradition mathématique indienne.
Takao Hayashi, un spécialiste des mathématiques  indiennes, qui montre comment Varāhamihira a utilisé un carré magique pandiagonal de seize cellules en prescrivant comment préparer des parfums à partir de seize substances originales.  Monsieur Hayashi mène d’ailleurs une étude sémantique sur le terme employé par Varahamihira pour caractériser le carré magique « kacchaputa ». Ce terme signifie, au premier abord, « une boîte avec des compartiments », mais il signifierait au départ « une carapace de tortue » ce qui n’est pas sans rappeler, pour Monsieur Hayashi, une légende chinoise où une tortue miraculeuse, dotée d’un diagramme numérique sur sa carapace, aurait aidé l’empereur Yü à gouverner son empire. Le choix des chiffres sur le diagramme en illustration n’est pas au hasard, Takao Hayashi suit en effet la recette de parfum proposée par Varāhamihira dans son livre.        

## Varāhamihira, entre personnage historique et légendaire...
Connue par des bribes parfois incohérentes, la vie de Varāhamihira se prête à de nombreux récits. 

### Khana, femme de Varāhamihira

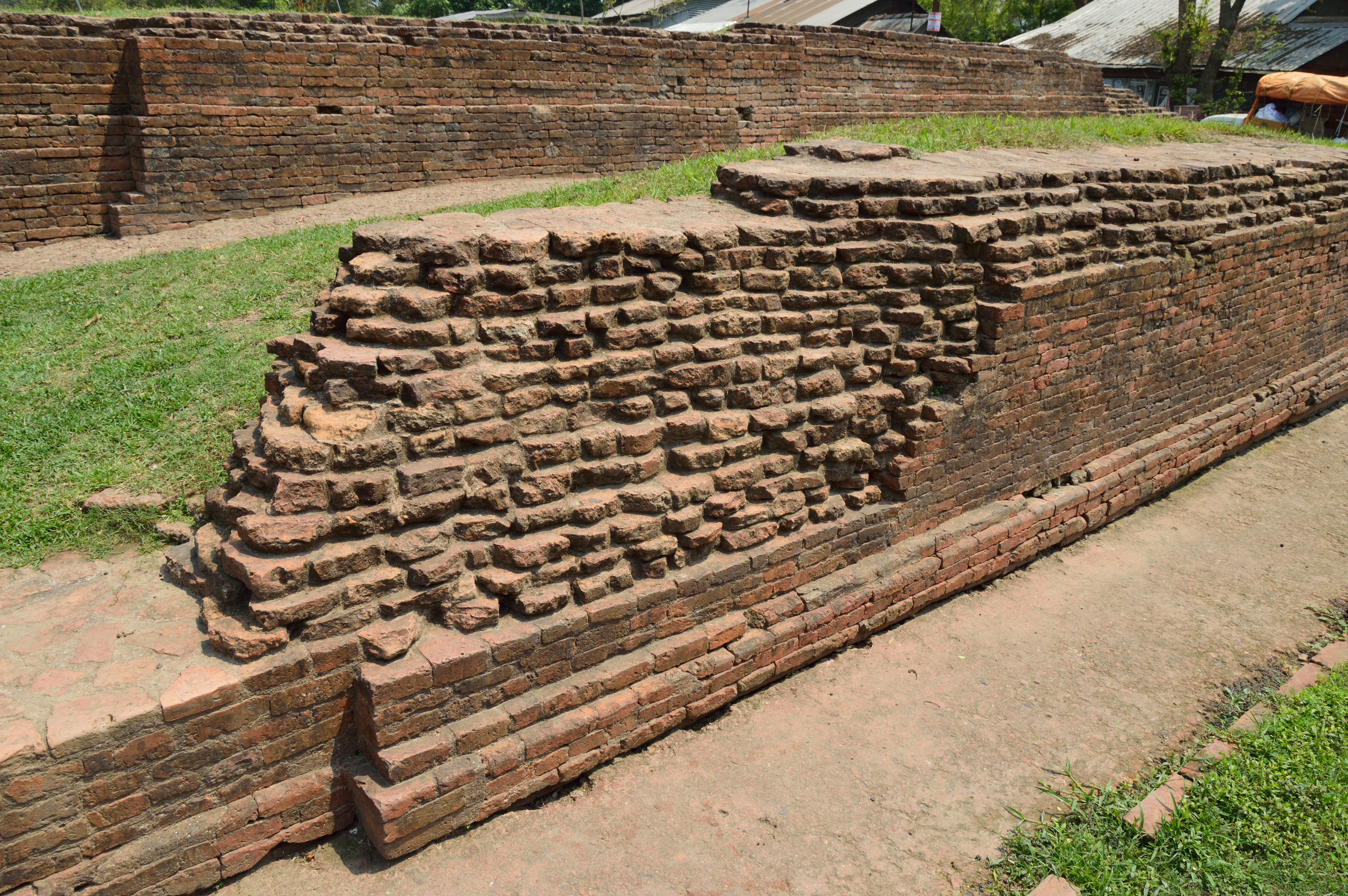
Le mur de Khana-Mihir au Bengal.

Robert Montgomery Martin, un britannique ayant notamment écrit une histoire de l’Est de l’Inde au XIXe siècle, note dans son livre Bhagulpoor, Goruckpoor, and Dinajpoor que Varāhamihira avait également une épouse, Khana, qui était elle aussi instruite dans les Sciences Astrales.        
Khana est une poétesse connue pour ses courts poèmes, qui ont été appropriés par la littérature du Bengale, et qui font référence à l’agriculture. Elle est parfois appelée « Livati ». Selon les légendes décrites sur la page de "Khana" de Wikipédia du Bengali, le père de Varāhamihira aurait prédit que son fils mourrait au bout d’un an, et l’aurait en conséquence abandonné sur un fleuve. Khana aurait intercepté le panier, et plus tard, ils se seraient mariés.        

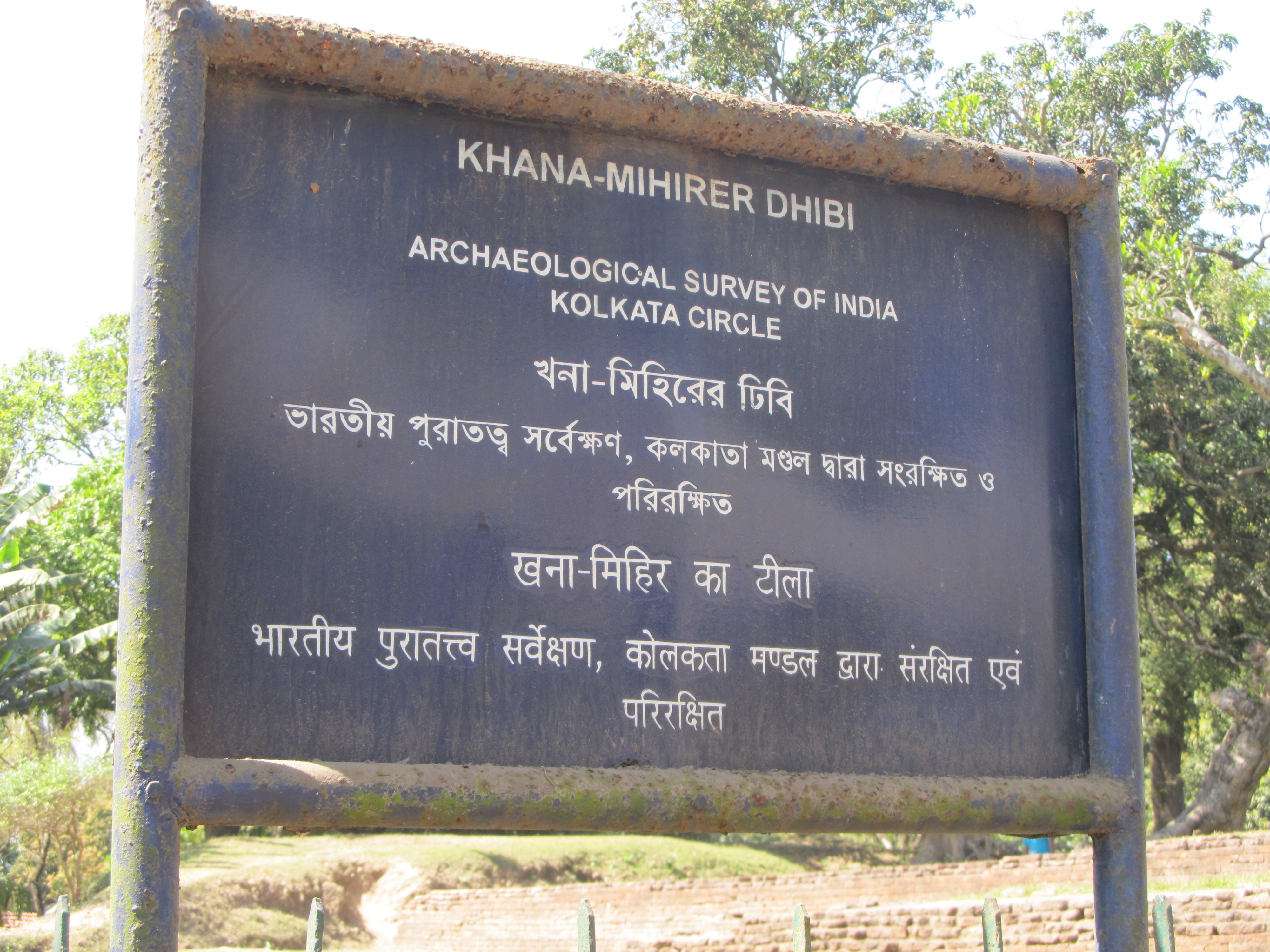
Panneau annonçant le site archéologique du mur de "Khana" et "Mihir"

Un site archéologique au Bengal, mis au jour entre 1957 et 1968, Chandraketugarh, a mis au jour un domaine, que l’on appelle « le mont de Khana et Mihir », qui serait un vestige de cette légende.        

### Varāha, mihira, Varāhamihira, trois personnages différents?
Cependant, les sources ne sont pas très claires : certaines parlent du fait que Khana était la bru de Varahamihira. D’autres, encore, distinguent deux personnages, Varaha et Mihira, et Mihira serait le fils abandonné par Varaha.                 
Dans son livre Discours sur les Rapports entre le Science et la Religion Révélée, le Cardinal Nicholas Wiesman postule qu’il y aurait en fait d’un côté Varāha et Mihira, deux grands astrologues (probablement père et fils) qui auraient vécu au troisième siècle de l’ère chrétienne, et d’un autre côté Varāhamihira, qui aurait lui vécu quelques siècles plus tard et produit les traités fameux qu’on lui connait.         

### Le neuvième joyau selon Kālidāsa?
Kālidāsa, le célèbre poète épique du IVe ou Ve siècle après Jésus-Christ (bien que la thèse selon laquelle il aurait vécu au Ier siècle soit parfois défendue), place Varāhamihira parmi les neuf joyaux du roi légendaire Vikramāditya, aussi appelés Navaratnas.        
Il faut toutefois souligner que Vikramāditya aurait vécu au Ier siècle après Jésus-Christ à Ujjain, et que rien n'indique que ces neuf personnages aient en fait bien vécu à la cour du Roi.         

### La prédiction de la mort du fils du roi Vikramaditya

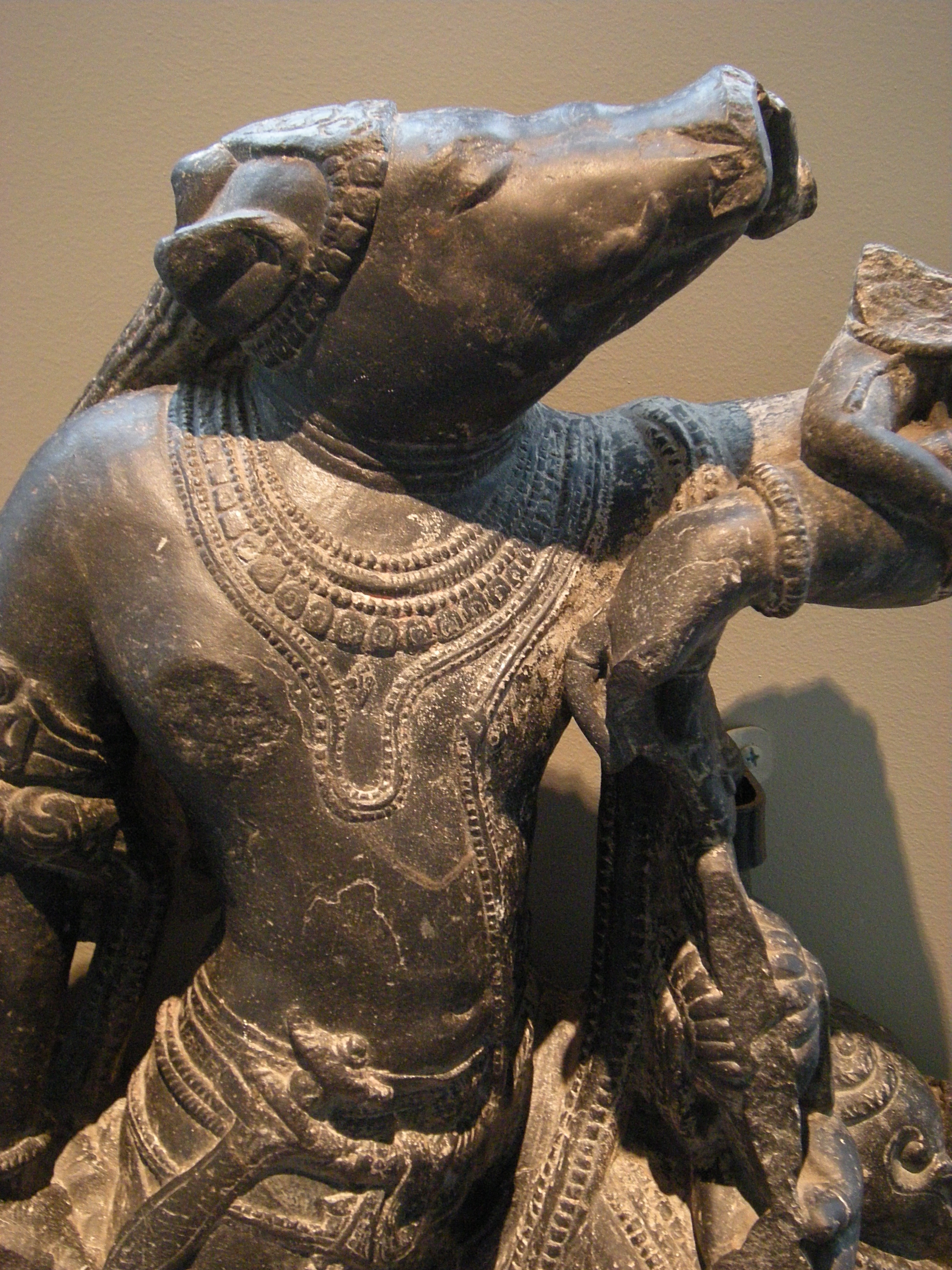
Vahara, surnom de Mihira, l'astrologue légendaire du roi Vikramaditya, signifiant « sanglier ».

Sur Youtube, une vidéo en ligne intitulée « Life of Indian Mathematician Varahamihira », raconte une légende qui est associée à la figure de Varāhamihira. Cette légende est décrite en Bengali (mais elle a été sous-titrée en anglais), et nous pouvons la retrouver sur le site FreePress, dans un article de Meera Sashithal.        
En voici une retranscription :         

« Varāhamihira (ou Mihira) aurait rencontré le célèbre mathématicien Aryabhata, qui l’aurait motivé à poursuivre ses recherches en mathématiques et astrologie. Devenu grand astrologue, il aurait été attiré à la cour du roi Vikramāditya, qui en récompense, le nomma neuvième joyau. 
Le roi eut un fils, et Mihira fut appelé, conformément à la tradition, pour éclaircir l’avenir du jeune prince. Mais Mihira vit un avenir sombre pour le nouveau-né, et prédit formellement qu’il serait tué lorsqu’il serait âgé de 18 ans. La Reine insista pour que Mihira change sa prophétie, mais celui-ci, empli de chagrin, répondit à la Reine que l’astrologie était une science qui ne pouvait pas se tromper. Le roi prit ses dispositions pour protéger à tout prix son fils, mais celui-ci mourut à 18 ans, tué par un sanglier, conformément à la prophétie. 
Vikramāditya fit alors trouver son astrologue, Mihira, à la cour, et lui dit : « Je suis vaincu, tu as gagné, tu as gagné ». Ce à quoi répondit Mihira : « Mon Seigneur, je n’ai rien gagné, c’est l’astrologie et l’astronomie qui ont gagné ! » « Quoi qu’il en soit, reprit le roi, je suis convaincu que ta science est vraie, et pour te récompenser de sa maîtrise, je te donne la plus grande récompense du royaume de Maghada, le titre de Vahāra, ce qui signifie sanglier »

.                